# Důl Grasberg

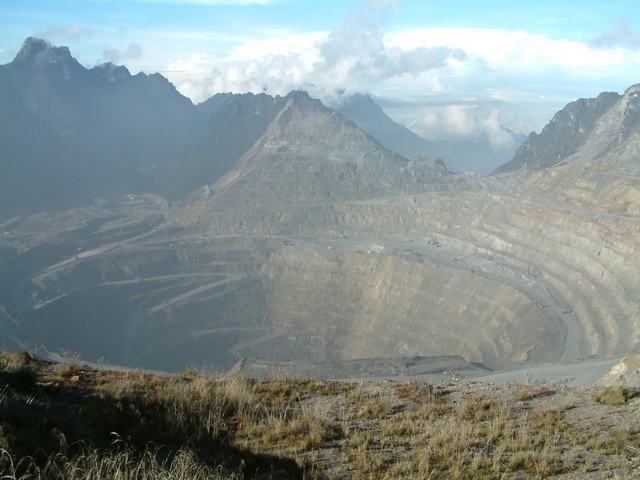
Důl Grasberg

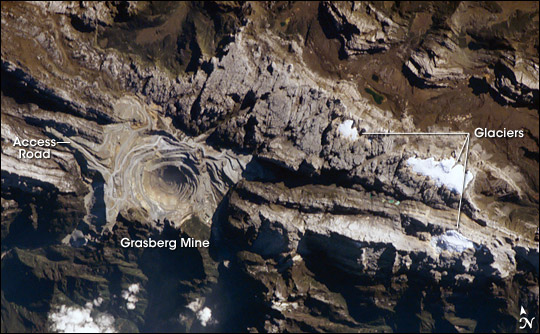
Důl Grasberg v pohledu z oběžné dráhy

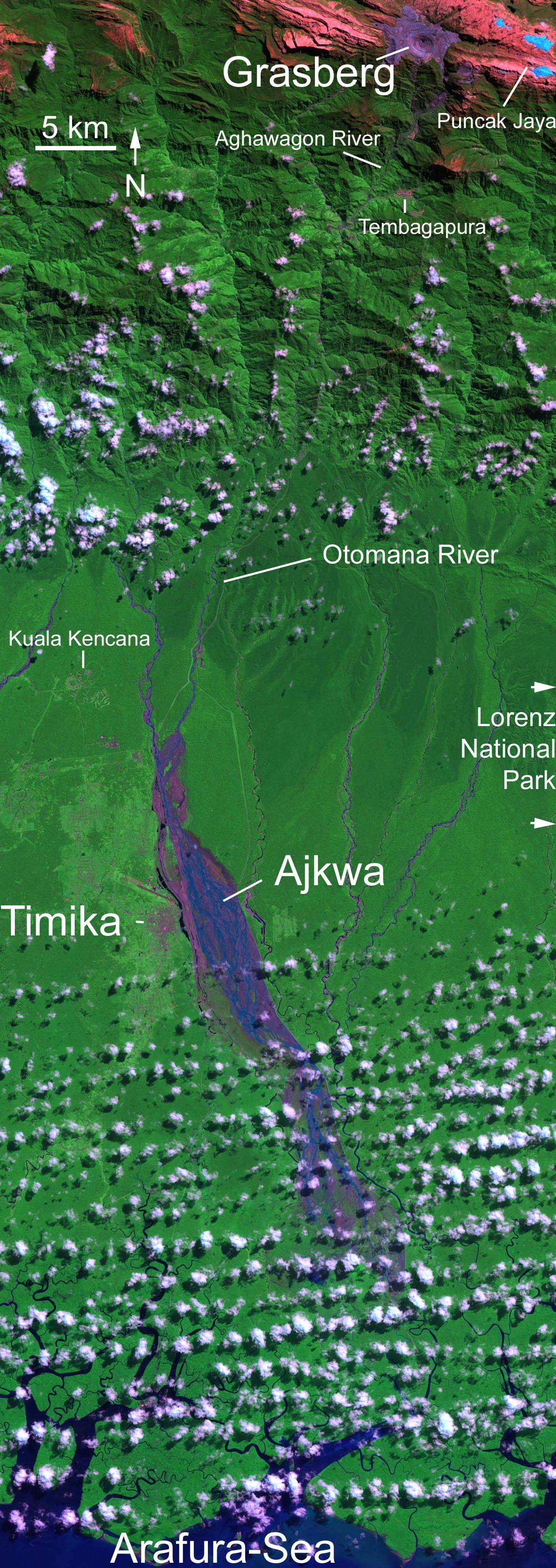
Okolí dolu v roce 2003: tmavě fialová barva v řekách je způsobena kaly z dolu.

Grasberg je největší zlatý důl na světě a třetí největší měděný důl na světě. Leží v provincii Papua (Nová Guinea) v Indonésii (Tembagapura, Irian Jaya). Zaměstnává téměř 20 tisíc zaměstnanců. Důl vlastní z větší části těžební společnost Freeport-McMoRan se sídlem v USA.

## Historie a budoucnost
Důl byl založen v roce 1988. Na rok 2017 byl plánován přechod od povrchové ke hlubinné těžbě. Do roku 2022 se počítá s denní produkcí 240 000 tun rudy. Náklady na vybudování přístupových cest, technologií a provozů se v tomto složitém terénu a nadmořské výšce vyšplhaly přes 3 miliardy dolarů. Odhaduje se, že spolu s dolem Ertsberg se jedná o největší[zdroj⁠?!] objevené rudné ložisko nerostů v historii. K dolu vede 120 km dlouhá silnice přes jeden z nejdrsnějších terénů na Zemi. Dalších 5 let trvala výstavba dolu a stála kolem 1 miliardy dolarů. Ve výšce 3 000 m se i zpracovává a drtí ruda. Vytvořený koncentrát je dopravován podél cesty (33 km) potrubím až na pobřeží a v sýpkách je připraven na další přepravu do světa. Jde o nejefektivnější a nejproduktivnější důl světa: pracuje se zde 24 hodin denně, 7 dní týdně a 365 dní v roce.

## Produkce
Pro rok 2005 byla plánována produkce 544 000 tun mědi a 37 tun zlata. Podle údajů[zdroj⁠?!] za rok 2006 bylo vytěženo 610 800 tun mědi, 58 tun zlata a 174 tun stříbra. Další rozšíření těžby bylo na plánováno na rok 2019, kdy mělo dojít k otevření druhé těžební jámy.

## Geografie
Grasberg se nachází 96 km severně od jihozápadního pobřeží Indonésie v nadmořských výškách 2 500 až 4 200 m nad mořem. Důl je vzdálen asi 60 mil severně od města Timika, které má cca 100 000 obyvatel. Budování přístupové cesty k dolu do nadmořských výšek nad 2500 m byl velmi složitý úkol; cesty jsou klikaté, složité a stavěné bez jakýchkoliv ohledů na okolní životní prostředí.

## Životní prostředí
Důlní práce kritizují ekologové[zdroj⁠?!], podle nichž intenzivní těžba znečišťuje řeky i zdroje podzemní vody v provincii.
Důl se nachází také v těsné blízkosti rovníkového horského ledovce, který je indikátorem změn klimatu v regionu. Následky hornické činnosti jsou sesuvy půd, které vznikají i díky častým zemětřesením v oblasti a působením silných dešťů.
U místních obyvatel a ekologických odborníků se objevují obavy ze znečištění významných vodních toků mědí a dalšími látkami, které se mohou dostat do řek (např. řeka Aikwa) nebo do podzemních vod.
Z říčních koryt byly vytěženy obrovské masy štěrku, které sloužily jako základ pro silnici. V nejhorších místech si vyžadovalo postavení 1 metru silnice 125 kubických metrů štěrku[zdroj⁠?!]. Cesta byla budována tropickým deštným pralesem a přes močály. 40 km silnice je vedeno po ostrých hřbetech se sklonem 70 %.